# Crash Team Rumble
Crash Team Rumble — многопользовательская онлайн-видеоигра, разработанная Toys for Bob и изданная Activision Blizzard, выпуск которой состоялся 20 июня 2023 года. Проект является частью одноимённой серии, в нём задействованы персонажи из этой франшизы. Игровой процесс заключается в противостоянии двух команд игроков во время сражения на арене.

## Геймплей
Crash Team Rumble — игра в жанре многопользовательская онлайновая боевая арена, в которой задействованы персонажи серии Crash Bandicoot, включая Крэша, Кортекса, Коко, Дингодайла и Тавну. Чтобы одержать победу игроки должны собирать фрукты вампа, победителем становится команда собравшая больше. Помимо доставки фруктов на собственную «базу», по ходу матча игроки должны мешать противникам делать аналогичные действия. У каждого персонажа есть уникальные способности, чтобы противостоять противоположной команде. Поддерживается кроссплатформенная игра.

## Продвижение и релиз
7 октября 2022 года Activision ряд представителей видеоигровой прессы получили посылки, состоящие из коробки для пиццы с прикрепленном сообщением о планируемом выпуске Crash Bandicoot 4: It's About Time в Steam. Сообщение также содержало информацию о неком анонсе по франшизе Crash Bandicoot 8 декабря, в день вручения The Game Awards 2022. На церемонии был представлен дебютный трейлер Crash Team Rumble, а также объявлена запланированная дата релиза — 2023 год. В числе платформ, на которых должен выйти проект, фигурируют PlayStation 4, PlayStation 5, Xbox One и Xbox Series X/S. Разработчиком игры выступила студия Toys for Bob.

## Отзывы
| Русскоязычные издания | Русскоязычные издания |
| Издание               | Оценка                |
| --------------------- | --------------------- |
| StopGame.ru           | «Проходняк»           |